# 아나스타시야 스미르노바 (스키 선수)
아나스타시야 안드레예브나 스미르노바(러시아어: Анастасия Андреевна Смирнова, 2002년 8월 31일~)는 러시아의 프리스타일 스키 선수로 주 종목은 모굴이다. 2022년 동계 올림픽에서 여자 모굴 동메달을 획득했으며 세계 선수권 대회에서 금메달 1개, 동메달 1개를 획득했다.